# Wiktoryn (województwo mazowieckie)
Wiktoryn – wieś w Polsce położona w województwie mazowieckim, w powiecie pułtuskim, w gminie Zatory. Ma status sołectwa.
Wierni Kościoła rzymskokatolickiego należą do parafii św. Małgorzaty w Zatorach.
W latach 1975–1998 miejscowość należała administracyjnie do województwa ostrołęckiego.